# Marine royale de Bahreïn
La Marine royale de Bahreïn, prononciation arabe Al-Bahriyya al-malikiyya al-Bahriyyaniyya, nom en anglais Royal Bahrain Naval Force, s'est nommée à sa création à la suite de la commande de ses quatre premiers navires à l'Allemagne de l’Ouest en 1979 Force de défense de Bahreïn, branche navale (Bahrain Defense Force, Naval Branch) puis en 1997 marine amiri de Bahreïn (Bahrain Amiri Navy) avant de changer de nom lorsque Bahreîn est devenue une monarchie constitutionnelle en 2002.

## Généralité

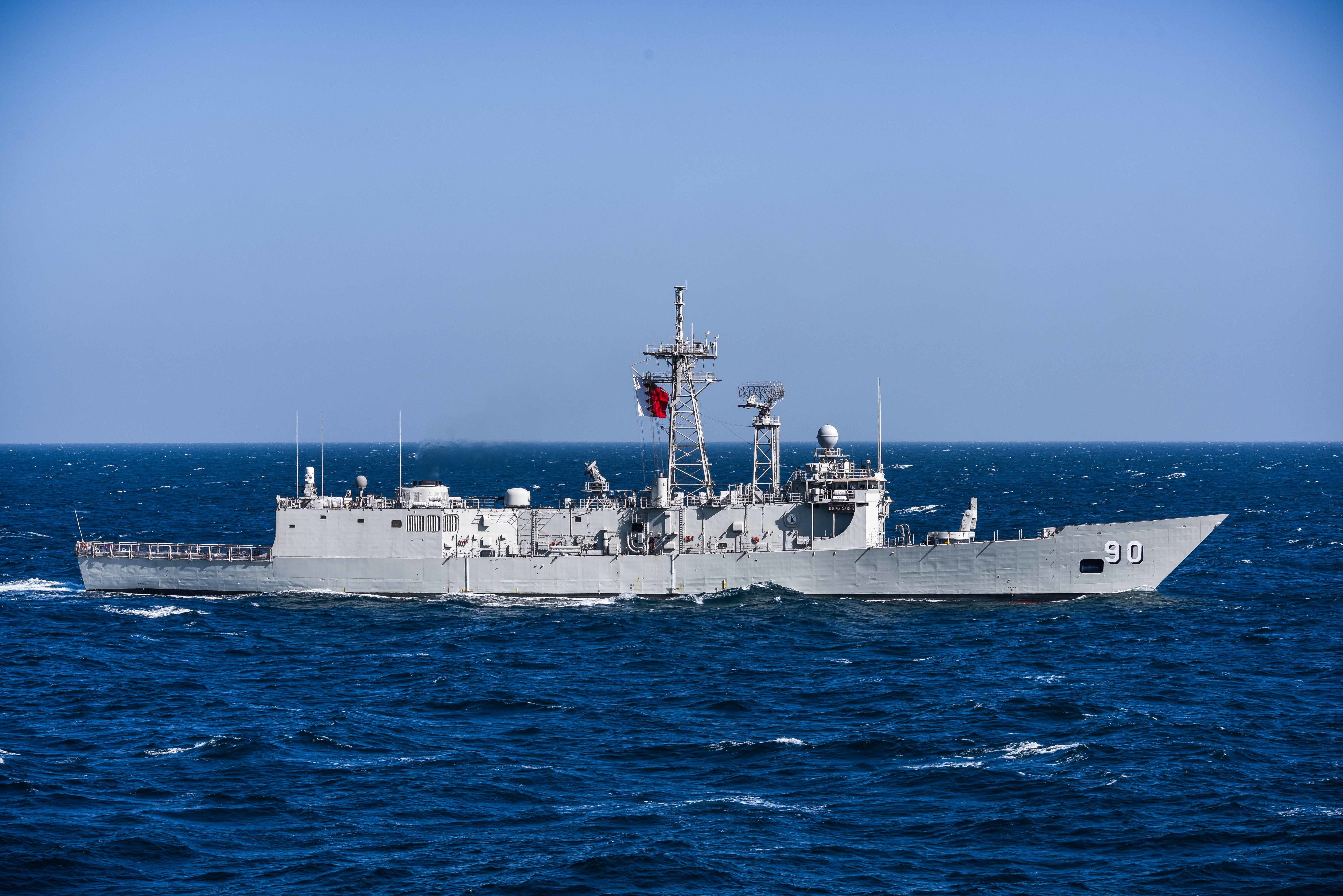
La frégate RBNS Sabha (FFG 90), le plus important navire de la marine royale de Bahreïn depuis 1996.

En 2011, la marine a un effectif d'un millier d'hommes et la garde côtière 770. La flotte est basée à la base navale de Mina Salman (en). En 2015, l'effectif est de 1 200 marins et elle dispose alors de trois navires de guerre (une frégate et deux corvettes) et 12 bateaux (dont quatre patrouilleurs lance-missiles).

## Flotte
Ordre de bataille en 2020, le taux de disponibilité des bateaux les plus anciens n'est pas disponible.
| Type/Classe                           | Quantité | Origine              | En service     | Détails |
| Classe Oliver Hazard Perry            | 1        | États-Unis           | 1996 - Présent | Le USS Jack Williams (FFG-24) entre en service dans l’US Navy en 1981, transféré au Bahreïn le 13 septembre 1996 sous le nom de RBNS Sabha (FFG-90). 4 RGM-84 Harpoon, SM-1MR, 1 hélicoptère MBB BO-105, SM-1MR. Le USS Robert G. Bradley (FFG-49) doit être remotorisé et acheté pour 150 millions de dollars selon des accords passés en 2019,. |
| Patrouilleur Classe River             | 1        | Royaume-Uni          | 2020 - Présent | RBNS Al-Zubara. ex-HMS Clyde. En service dans la Royal Navy de 2007 a 2019. Transféré au Bahreïn le 7 aout 2020, |
| Patrouilleur lance-missiles Al-Manama | 2        | Allemagne de l'Ouest | 1988 - Présent | 4 MM40 Exocet,, construit par Lürssen, modernisation par Leonardo à partir de 2018. |
| Patrouilleur Ahmed Al Fateh           | 4        | Allemagne de l'Ouest | 1984 - Présent | 4 MM40 Exocet. Modernisation par Leonardo, |
| PatrouilleurAl Riffa                  | 2        | Allemagne de l'Ouest | 1982 - Présent | [ 5 ] |
| Patrouilleur Al Jarim                 | 2        | États-Unis           | 1982 - Présent | [ 5 ] |
| Wasp-11                               | 2        |                      |                | |
| Wasp-20                               | 2        |                      |                | |
| Wasp-30                               | 1        |                      |                | |
| VT Group (en) VT-Halmatic 20          | 4        | Qatar                |                | |
| VT Group (en) VT-Halmatic 160         | 6        | Qatar                |                | |
| Fairey Marine (en) Swordsman          | 4        | Royaume-Uni          |                | |
| Patrouilleur de 42 mètres             | 4        | Émirats arabes unis  |                | |
| LCU-1466                              | 4        | États-Unis           | 1992 - Présent | Construit entre 1976 et 1978 pour l'US Army. Transfert en 1992 |
| Fairey Marine LCU (en)                | 1        | Royaume-Uni          |                | |

Elle dispose de deux hélicoptères embarqués Bölkow Bo 105 équipés d'un radar Bendix acquis en 1994 stationnant sur la base aérienne de Rifa'a.

## Base
La base navale de Mina Salman est une installation à l'origine de la Royal Navy établie en 1935 sous le nom de HMS Jufair (en) partagée avec l'United States Navy depuis 1942. Avec l'indépendance de Bahreïn en 1971, le site passe sous contrôle des États-Unis et utilisée comme une base de soutien logistique des navires et sous-marins pour l'ensemble de la Cinquième flotte des États-Unis qui y établit son quartier-général en 1995, elle est nommée Naval Support Activity Bahrain (en) depuis 1997. En 2018, la Royal Navy y rouvre une base en reprenant le nom de HMS Jufair (en). Elle a été ouverte dans les années 1980 comme installation de fret et est exclusivement utilisée comme port naval.